# Claira

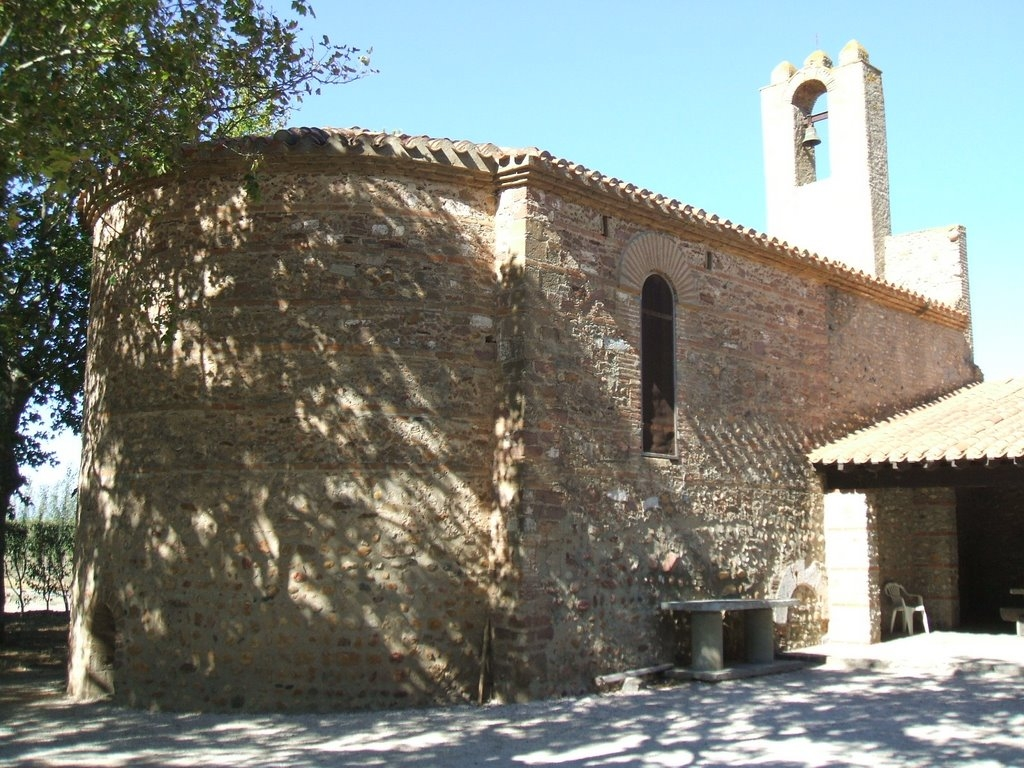
Kapelle Saint-Pierre

Claira (katalanisch Clairà) ist ein südfranzösischer Ort und eine Gemeinde mit 4.801 Einwohnern (Stand: 1. Januar 2022) im Département Pyrénées-Orientales in der Region Okzitanien.

## Lage und Klima
Der Ort Claira liegt am Fluss Agly nahe der Mittelmeerküste, etwa 13 km (Fahrtstrecke) nordöstlich von Perpignan in der historischen Landschaft des Roussillon in einer Höhe von etwa 10 m. Das Klima ist gemäßigt bis warm; Regen (ca. 585 mm/Jahr) fällt – mit Ausnahme der Sommermonate – übers Jahr verteilt.

## Bevölkerungsentwicklung
| Jahr                     | 1800 | 1851 | 1901 | 1954 | 1999 | 2016 |
| ------------------------ | ---- | ---- | ---- | ---- | ---- | ---- |
| Einwohner                | 733  | 1242 | 1683 | 1324 | 2605 | 4104 |
| Quelle:Cassini und INSEE |      |      |      |      |      |      |

Trotz der durch die Reblauskrise im Weinbau und die zunehmende Mechanisierung der Landwirtschaft ausgelösten Landflucht stieg die Einwohnerzahl der Gemeinde seit Beginn des 19. Jahrhunderts kontinuierlich an, wobei der zunehmende Tourismus von großer Bedeutung war.

## Wirtschaft
In früheren Jahrhunderten lebten die Bewohner hauptsächlich als Selbstversorger von den Erträgen ihrer Gärten und Felder. Auch Wein wurde angebaut; Fische fing man im nur 5 km entfernten Mittelmeer bzw. im Étang de Leucate. Die Weinbaugebiete Rivesaltes und Côtes du Roussillon reichen in das Gemeindegebiet hinein, doch darf der hier produzierte Wein auch unter anderen Appellationen vermarktet werden.

## Geschichte
Durch die Gemeinde führt die Römerstraße Via Domitia. Im Jahr 928 wird ein erstes Dorf bei der Kirche Saint-Jaume de Predacalç erwähnt. Im Mittelalter war das Roussillon und damit auch Claira zwischen dem Königreich Frankreich und dem Königreich Aragón umstritten; von 1276 bis 1344 gehörte es zum Königreich Mallorca. Später kam es – mit Unterbrechungen – zu Spanien; im Pyrenäenfrieden (1659) wurde es endgültig der französischen Krone angegliedert.

## Sehenswürdigkeiten
- Eine Église Saint-Vincent wird bereits im Jahr 1091 erwähnt; der heutige Bau stammt aus dem 14. Jahrhundert und ist hauptsächlich aus Bruchsteinen gefertigt; der zinnenbekränzte Glockenturm (clocher) ist aus Ziegelsteinen gemauert. Im 18. und 19. Jahrhundert wurden vor allem im Inneren der Kirche Umbauten vorgenommen.[3]

Umgebung
- Die etwa 2 km westlich gelegene Chapelle Saint-Pierre-du-Vilar wurde bereits im Jahr 951 erwähnt; das heutige Bauwerk stammt aus dem 11. Jahrhundert. Der Glockengiebel (clocher mur oder espadanya) wurde später hinzugefügt.[4]